# Сценический танец

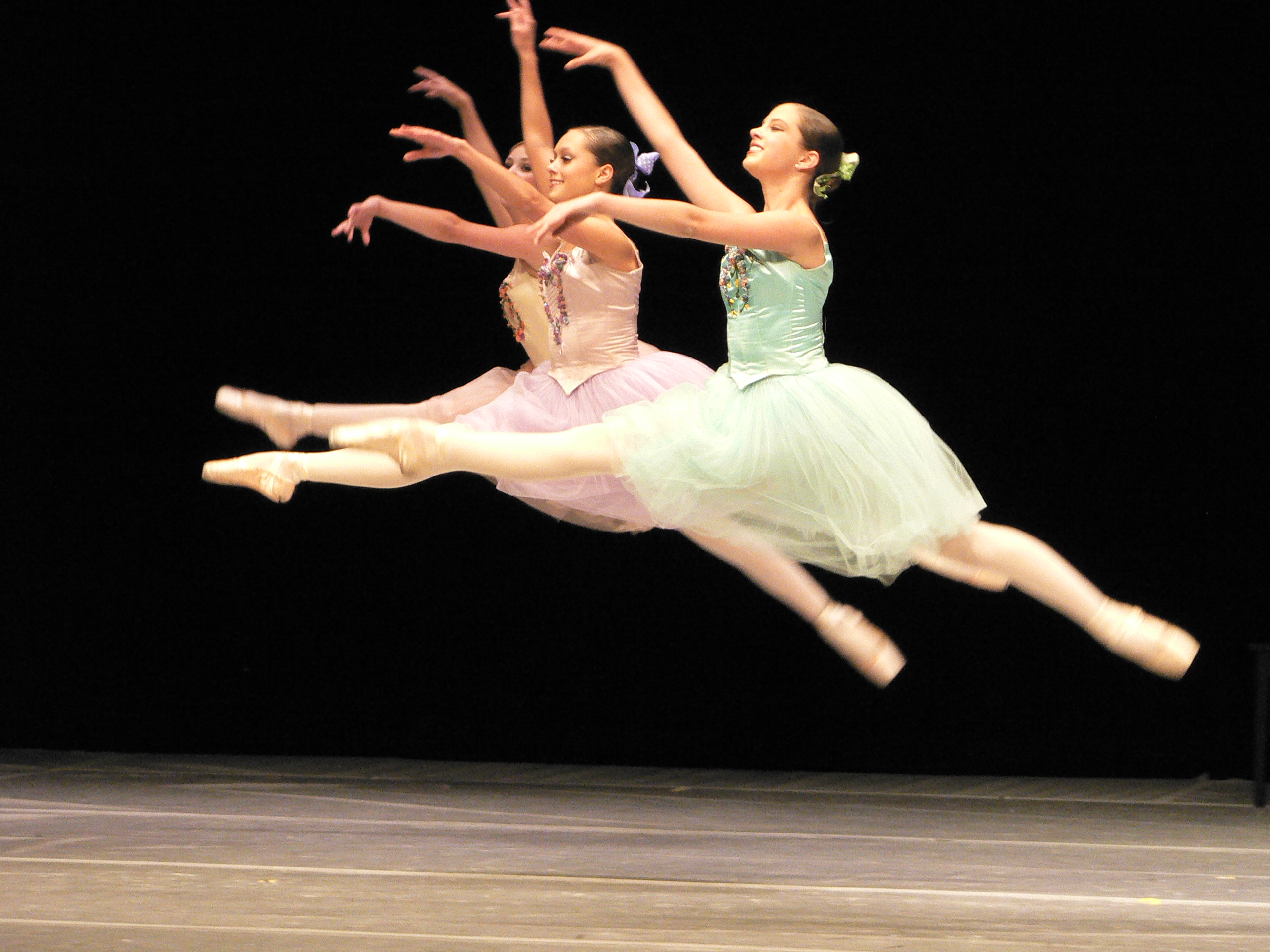
Артисты балета исполняют гранд жетэ во время концерта.

Сцени́ческий та́нец, также танцева́льный спекта́кль — танец, исполняемый для зрителей; один из основных видов танца. Часто сценический танец исполняется с использованием театральных декораций, однако это не является обязательным требованием; как правило, сценический танец — это исполнение элементов хореографии под определённую музыку.
В отличие от сценического танца, социальные танцы могут исполняться без зрителей и, как правило, такие танцы не подразумевают наличие заранее поставленной хореографии, содержат импровизацию и могут исполняться под любую музыку (хотя бывают и исключения). Например, некоторые ритуальные танцы и танцы эпохи барокко представляют собой смесь сценического танца и танца, который подразумевает активное участие зрителей в исполнении: зрители берут на себя роль исполнителей в определённые моменты.

## История
Сценический танец возник из народного танца в процессе профессионализации танцевального искусства. Развитие сценического танца в Европе началось в период античности (IV–II вв. до н. э.). В Древнем Риме происходило освоение эллинистического танца, который получил позднее развитие в пантомимах (II–V вв. н. э.). Ранние формы европейского сценического танца в годы средневековья — танцы жонглёров, шпильманов, скоморохов и др. В XV–XVI веках появились морескьёры (исполнители сюжетной танцевальной сценки — морески). В конце XVI – начале XVII вв. возникла новая форма сценического танца — фигурный (изобразительный) танец (баллофигурато — в Италии, балле — во Франции, баиле — в Испании). С XVII в., после появления танцевальных спектаклей, формируются современные формы сценического танца — классический танец, характерный танец. В XX в. в Европе и США получает распространение танец «модерн», включающий различные виды пластического, ритмического, ритмопластического и других танцев. В странах Азии, где танец раньше, чем в Европе, достиг высокой профессионализации, сложились свои системы сценического танца. Сходный процесс происходил и у народов Северной, Центральной и Южной Америки (майя, инки и др.) до вторжения европейских колонизаторов.

## Виды сценического танца
Многие стили танца являются видами сценического танца, в том числе:
- Балет возник как придворный танец, затем стал популярным во Франции и России, а после балетное искусство распространилось по всей Европе и за рубежом. С течением времени, балет стал академической дисциплиной, которую изучают в школах и  различных учреждениях. Формируются любительские и профессиональные труппы, которые исполняют балет на театральных площадках. Сейчас балет является одним из наиболее часто исполняемых видов сценического танца.
- Акробатический танец появился в США и Канаде в начале 1900-х в качестве одной из форм действий, исполняемых в водевиле. Акробатический танец значительно изменился с тех пор: сейчас танцевальные движения основываются на балетной технике. С момента своего создания, акробатический танец является видом сценического танца.
- Индийский классический танец зародился при храмах в Индии. Благодаря действиям Индийского национально-освободительного движения (с 1947 по 1950), танец стал предметом, который преподают в университетах, появились танцевальные школы и классический Индийский танец стал сценическим танцем, исполняемым в театрах.
- Персидский классический танец стал видом искусства в эпоху Династии Каджаров (с 1795 по 1925). Он исполнялся при королевском дворе Шаха и вплоть до 20 века оставался элитной формой искусства. С тех пор он превратился в современную форму искусства и стал исполняться как сценический танец.
- Сценический народный танец. В отличие от сценического, бытовой народный танец исполняются в первую очередь «для себя» (т. е. для удовольствия  самих  танцующих), не нуждаясь в зрительской аудитории[1].

Другие виды танца
- Танец живота
- Бхаратанатьям
- Контемпорари
- Эвритмия
- Хип-хоп
- Джазовый танец
- Танец модерн
- Чечётка

## Сценический танец в Великобритании
В Соединенном Королевстве «сценический танец» (англ. thatre dance) — это общий термин, используемый для обозначения ряда танцевальных дисциплин, кроме того, он широко используется для обозначения танца как предмета, который преподают в различных учебных заведениях. В Великобритании находится ряд учебных заведений, где преподают танец, при этом большинство из них имеют отдельный факультет, где изучают сценический танец и разработана специальная программа изучения каждой техники исполнения. Многие танцоры-хореографы и танцевальные школы по всему миру готовят своих воспитанников для просмотра и хореографического экзамена в одной из британских организаций. Яркими примерами могут быть Королевская Академия танца, Имперское общество учителей танцев и Международная ассоциация танцевальных учителей. Все учреждения в Великобритании, в которых преподается сценический танец, предоставляют возможность изучать классический танец, чечётку и модерн или джаз в качестве основных предметов сценического танца. Многие также предлагают изучать «театральное искусство» и «сценический танец» — предметы, которые подробнее изучают манеру исполнения и элементы хореографии, встречающиеся в мюзиклах.